# Черськ-Сьвецький
Черськ-Сьвецький (пол. Czersk Świecki, нім. Helenenfelde) — село в Польщі, у гміні Єжево Свецького повіту Куявсько-Поморського воєводства.
Населення — 413 осіб (2011).
У 1975-1998 роках село належало до Бидгощського воєводства.

## Демографія
Демографічна структура станом на 31 березня 2011 року:
|          | Загалом | Допрацездатний вік | Працездатний вік | Постпрацездатний вік |
| -------- | ------- | ------------------ | ---------------- | -------------------- |
| Чоловіки | 213     | 41                 | 151              | 21                   |
| Жінки    | 200     | 44                 | 113              | 43                   |
| Разом    | 413     | 85                 | 264              | 64                   |